# Kaagna
Kaagna – wieś w Estonii, w prowincji Põlva, w gminie Kanepi.